# Начиз (Вашингтон)
Начиз (енгл. Naches) град је у америчкој савезној држави Вашингтон у округу Јакима. По попису становништва из 2010. у њему је живело 795 становника. Број становника био је 1.084 на попису 2020. године.  Град се налази дуж реке Начиз западно од Јакима у близини источног подножја Каскадских планина. 

## Економија
Економија Начиза заснива се углавном на дрвету и пољопривреди, познатој по великој производњи јабука, трешања, крушака и разних других плодова.

## Географија
Ријека Начиз пролази кроз град и улива се у ријеку Јакима 16 миља (26 км) југоисточно у граду Јакима.
Према Биро за попис становништва Сједињених Америчких Држава, град има укупну површину од 0,69 квадратних миља (1,79 km2), све то земљиште.

## Клима
Начиз има полусушну климу (Bsk) са топлим љетима у комбинацији са хладним ноћима и умјерено хладним зимама.
| Клима Начиз (Вашингтон)     | Клима Начиз (Вашингтон) | Клима Начиз (Вашингтон) | Клима Начиз (Вашингтон) | Клима Начиз (Вашингтон) | Клима Начиз (Вашингтон) | Клима Начиз (Вашингтон) | Клима Начиз (Вашингтон) | Клима Начиз (Вашингтон) | Клима Начиз (Вашингтон) | Клима Начиз (Вашингтон) | Клима Начиз (Вашингтон) | Клима Начиз (Вашингтон) | Клима Начиз (Вашингтон) |
| Показатељ \ Месец           | .Јан.                   | .Феб.                   | .Мар.                   | .Апр.                   | .Мај.                   | .Јун.                   | .Јул.                   | .Авг.                   | .Сеп.                   | .Окт.                   | .Нов.                   | .Дец.                   | .Год.                   |
| --------------------------- | ----------------------- | ----------------------- | ----------------------- | ----------------------- | ----------------------- | ----------------------- | ----------------------- | ----------------------- | ----------------------- | ----------------------- | ----------------------- | ----------------------- | ----------------------- |
| Апсолутни максимум, °C (°F) | 20 (68)                 | 21 (69)                 | 27 (80)                 | 33 (92)                 | 39 (102)                | 41 (105)                | 43 (109)                | 43 (110)                | 38 (100)                | 31 (88)                 | 23 (73)                 | 19 (67)                 | 43 (110)                |
| Максимум, °C (°F)           | 4 (39)                  | 8 (47)                  | 13 (56)                 | 18 (64)                 | 22 (72)                 | 27 (80)                 | 31 (88)                 | 31 (87)                 | 26 (78)                 | 18 (64)                 | 9 (48)                  | 2 (36)                  | 17,4 (63,3)             |
| Минимум, °C (°F)            | −5 (23)                 | −3 (26)                 | −1 (30)                 | 1 (34)                  | 6 (42)                  | 9 (48)                  | 12 (53)                 | 11 (52)                 | 7 (44)                  | 1 (34)                  | −3 (27)                 | −6 (21)                 | 2,4 (36,2)              |
| Апсолутни минимум, °C (°F)  | −29 (−21)               | −32 (−25)               | −18 (−1)                | −8 (18)                 | −4 (25)                 | −1 (30)                 | 1 (34)                  | 2 (35)                  | −4 (24)                 | −16 (4)                 | −25 (−13)               | −27 (−17)               | −32 (−25)               |
| Количина падавинаmm (in)    | 29,2 (1,15)             | 20,6 (0,81)             | 15,7 (0,62)             | 14 (0,55)               | 14,7 (0,58)             | 15,7 (0,62)             | 5,6 (0,22)              | 6,6 (0,26)              | 9,1 (0,36)              | 13,7 (0,54)             | 26,7 (1,05)             | 38,9 (1,53)             | 210,5 (8,29)            |
| Извор:                      |                         |                         |                         |                         |                         |                         |                         |                         |                         |                         |                         |                         |                         |

## Демографија
Према попису становништва из 2010. у граду је живело 795 становника, што је 152 (23,6%) становника више него 2000. године.
| Група             | 2000.       | 2010.       |
| Белци             | 544 (84,6%) | 710 (89,3%) |
| Афроамериканци    | 0 (0,0%)    | 5 (0,6%)    |
| Азијати           | 1 (0,2%)    | 0 (0,0%)    |
| Хиспаноамериканци | 70 (10,9%)  | 66 (8,3%)   |
| Укупно            | 643         | 795         |